# SK Wondelgem
SK Wondelgem was een Belgische voetbalclub uit Wondelgem bij Gent. De club sloot in 1969 aan bij de KBVB. 
In 1999 nam de club na dertig jaar voetbalactiviteit ontslag uit de KBVB. 

## Geschiedenis
De kleuren van de club waren vanaf 1970-1971 rood en blauw. In het eerste seizoen was dat nog blauw en wit.
Tussen 1948 en 1957 was er in Wondelgem al een club aangesloten bij de KBVB, met dezelfde clubkleuren, maar met stamnummer 4957 onder de naam FAC Wondelgem.
SK Wondelgem speelde in zijn dertigjarige bestaan slechts drie seizoenen hoger dan Vierde Provinciale. 
In 1974 promoveerde de club voor één seizoen naar Derde Provinciale, waar men allerlaatste eindigde.
In 1986 was een tweede plaats onvoldoende voor promotie naar Derde Provinciale, maar in 1990 lukte het wel.
Ditmaal kon SK Wondelgem twee seizoenen standhouden, in het eerste seizoen werd met een elfde plaats in Derde Provinciale het beste resultaat in de clubgeschiedenis behaald. In 1992 eindigde SK weer laatste in deze reeks, waardoor de club degradeerde. 
De resterende zeven seizoenen dat de club actief bleef, werden allemaal in Vierde Provinciale afgewerkt. In 1999 werd de club opgedoekt.